# 悪女について
『悪女について』（あくじょについて）は、1978年に『週刊朝日』で連載された有吉佐和子の小説。同年と2012年と2023年にテレビドラマ化された。また、2001年に芸術座で舞台が上演されたほか、2006年から2008年にかけて、劇団レッド・フェイス（榊原利彦主宰）が、「活読」という独自の形式で、この作品を3回上演している。

## あらすじ
女性実業家・富小路公子が突然、謎の死を遂げる。公子は持ち前の美貌と才能を駆使して、一代で財を成した一方で数々のスキャンダルを起こしたことから、マスコミからは「虚飾の女王」「魔性の女」などと悪評を書きたてられていた。物語は、そんな公子と関わった人物27人へのインタビューを綴ったものである。

## テレビドラマ

### 1978年 テレビ朝日版
1978年4月6日から9月28日までテレビ朝日で連続ドラマとして放映。

#### 出演
- 富小路公子：影万里江
- 早川松夫：山口崇
- 渡瀬義雄：緒形拳
- 渡瀬小静：杉村春子
- 丸井牧子：江利チエミ
- 里内文子：渡辺美佐子
- 大内三郎：中村敦夫
- 沢山栄次：森繁久彌
- 沢山和枝：沢村貞子
- 浅井雪子：馬渕晴子
- 伊藤一郎：有島一郎
- 菅原ふみ：一の宮あつ子
- 富本寛一：中山仁
- 富本宮子：木暮実千代
- 烏丸瑶子：草笛光子
- 吉井治平：小林桂樹
- 尾藤輝彦：細川俊之
- 鈴木とよ：赤木春恵
- 林梨江：奈良岡朋子
- 瀬川のぶ代：山田五十鈴
- 小川圭子：岸田今日子
- 清水かおる：司葉子
- 小島誠：谷隼人
- 鈴木タネ：曾我廼家鶴蝶
- 鈴木義彦：あおい輝彦
- 鈴木義輝：中島久之
- 渡瀬芳子：岩井友見
- 瀬川大介：山形勲
- 渡瀬義次：池田秀一
- 北村医師：北村和夫
- 太田プロデューサー：小松方正
- 芦屋婦長：高橋とよ
- 昭子：中原ひとみ
- 渡瀬の父：花沢徳衛
- 義彦の妻：中田喜子
- 輝彦の父：佐野周二
- 輝彦の母：市川翠扇
- 溝口泰男：溝口泰男
- ナレーター：川久保潔

#### スタッフ
- 脚本：大藪郁子
- 演出：大村哲夫、藤原英一
- プロデューサー：千野栄彦、石橋紘
- 音楽：間宮芳生

| テレビ朝日系 木曜22時枠 | テレビ朝日系 木曜22時枠       | テレビ朝日系 木曜22時枠 |
| 前番組                  | 番組名                        | 次番組                  |
| ----------------------- | ----------------------------- | ----------------------- |
| 野望                    | 悪女について （テレビ朝日版） | 判決 （1978年版）       |

### 2012年 TBS版
TBS系列で2012年4月30日の21時 - 23時24分にドラマ特別企画として放映。視聴率は関東地区で14.7%、関西地区で16.4%（ビデオリサーチ調べ）。
プロデューサーを務めた八木康夫は、この作品の制作が高く評価され、平成24年度の芸術選奨文部科学大臣賞（放送部門）を受賞した。

#### キャスト
富小路 公子 / 鈴木 君子 - 沢尻エリカ
ホテル・宝石店「モンレーヴ」などを経営する実業家。私生児としてこの世に生を受ける。17歳で長男を出産する。
沢山 栄次 - 船越英一郎
不動産業・沢山宝飾店経営者。簿記の夜学で公子と出会う。
沢山 道代 - 東ちづる
栄次の妻。
鈴木 タネ - 余貴美子
公子の義理の母親。
渡瀬 義雄 - 上地雄輔
創実建設会社営業部課長。沢山宝飾店で公子と一緒にアルバイトしていた。
尾藤 輝彦 - 渡辺大
公子の幼なじみ。走り高跳びの選手だったが怪我で断念する。
鈴木 義彦 - 蕨野友也（乳児：中野悠希/ 幼少期：櫻井海瑞希）
公子の子供、長男。
鈴木 義輝 - 吉村卓也（乳児：尾藤陽太）
公子の子供、次男。
渡瀬 龍雄 - 中原丈雄、渡瀬 子静 - 高林由紀子
義雄の両親。名家の家柄。
烏丸 瑤子 - 鈴木砂羽
資産家。公子が事業拡大のため保証人を依頼する。
尾藤 睦子 - 高畑淳子
神経質で意地の悪い性格をしており、公子に厳しく接する。
浅井 雪子 - 近野成美
睦子の娘。輝彦の妹。
瀬川 美千代 - 秋山菜津子
元民友党幹事長夫人。公子が経営する宝石店の顧客。
里野 文子 - 浅田美代子
主婦。渡瀬が暮らすアパートの住人。
艶子 - 高橋ひとみ
銀座高級クラブ「火の鳥」ママ。
林 梨江 - 床嶋佳子
服飾デザイナー。公子が着用する全ての服をデザインする。
小島 誠 - 浜田学
ホテル支配人。公子の婚約者。
大内 三郎 - 辻義人
宝石店「モンレーヴ」支配人。
伊藤 銀次 - 泉谷しげる
富小路公子顧問弁護士。
友保 清次郎 - 西田敏行（特別出演）
ジュエリー加工職人。
その他
河野洋一郎、足木俊介、野村信次、結城さなえ、加世幸市、浜田道彦 ほか

#### スタッフ
- 原作 - 有吉佐和子『悪女について』（新潮文庫）
- 脚本 - 池端俊策
- 監督 - 鶴橋康夫
- 演出補 - 堀英樹、坂上卓哉、山口隆治、西岡衣舞
- プロデューサー - 八木康夫
- プロデュース補 - 前田菜穂
- 選曲 - 山内直樹
- CG - 田中浩征
- 宝石指導 - 小澤一彦（トータス貴商）、作田清郷（フローレンス）
- 走り高跳び指導 - 比留間修吾
- 珠算指導 - 太田敏幸
- 方言指導 - 加藤まゆ美
- 映像協力 - NHK、毎日放送
- 出演協力 - セントラルグループ、オスカープロモーション
- 制作・著作 - TBS

### 2023年 NHK版
NHK BS4Kで2023年3月13日の21時 - 22時29分に4Kドラマとして放送された。主演は田中みな実。
再編集版として2023年6月27日の22時 - 22時45分に「前編」、7月4日の22時 - 22時45分に「後編」を地上波のNHK総合『ドラマ10』枠にて放送された。

#### キャスト
富小路公子
演 - 田中みな実
出生時の名前は「鈴木君子」。幼少時から「私はさる高貴な家の隠し子」と嘯いていたが、実際は貧しい家庭の育ちであった。高校を中退後にラーメン店のアルバイトをする傍ら、宝石鑑定や簿記、法律の知識を独学で学んだ。
梶谷亜弥
演 - 木竜麻生
小説家。公子の人生に関心を持ち、彼女の人生を描いた小説を書く事を決意する。しかし、公子の人生を知るにつれて公子が嘘を巧みに使って様々な男性を騙して巨万の富を築いた事に嫌悪感を抱くようになり、小説を書く事を断念しそうになるが公子の次男・義輝が語った「母は悪い人ではない・母はいつも泣いていた」という発言を思い出して再び公子の人生を調べるようになる。
吉田翔吾
演 - 吉沢悠
亜弥の担当編集者。亜弥と共に公子の関係者達に取材する。
尾藤輝彦
演 - 細田善彦
公子が16歳の頃に母と共に身を寄せた尾藤家の長男。公子の2人の息子・義彦と義輝の血縁上の実の父親。現在はニューヨークで暮らしており、亜弥と翔吾とはビデオ通話で取材に応じた。そこで語ったのは貧しかった公子の身を案じて、篤志家である母を説得させて公子とその母を尾藤家に住まわせて、公子は尾藤家で家政婦として働くようになった。その後、輝彦は公子と恋人関係になり、その後公子が妊娠したが、お互いの身分の違いなどもあり結婚する事は出来なかった。
渡瀬義雄
演 - 泉澤祐希
公子が勤務するラーメン店のアルバイト仲間。公子の一人目の夫。実家は旧家で資産家。ラーメン店でのアルバイト時代に公子と出会い、同棲するが、彼女から妊娠を明かされた途端に別れを切り出す。その数年後に別の女性と結婚する事になった際に自身が公子と入籍をしている状態であることを知って驚く。
沢山栄次
演 - 尾美としのり
沢山宝石店経営。公子の不遇な境遇に同情し、彼女を自身の宝石店で雇うほか、宝石鑑定の通信教育を受けさせるなど親身に接するうちに彼女と関係を持つようになる。
尾藤玲子
演 - 床嶋佳子
輝彦の母。上品な印象の美人。公子とタネ親子を尾藤家に住まわせる。
伊藤弁護士
演 - 林家正蔵
公子の2人目の夫「富本寛一」の顧問弁護士。富本は公子を独身（結婚歴＆子供なし）と信じて結婚したが、後に彼女が2人の子持ちである事を知り離婚した事を亜弥と翔吾に語る。
沢山朝子
演 - 渡辺真起子
栄次の妻。これまで夫の浮気は目をつぶって許容していたが、栄次との子供を身ごもったという公子の存在を知った時にはショックのあまり半狂乱になった。
鈴木タネ
演 - 戸田恵子
公子の母。義彦と義輝の祖母。公子の事をよく知る人物として、亜弥が義輝のライブ会場に訪れた際に彼が亜弥に紹介した。夫(公子の父)と死別後は生活のために家政婦として働いたが、勤務先の家庭への不満(タネ曰く「セクハラやパワハラを受けた」)から勤務先の家庭の金品を盗んだほか、その様子を家主に見つかった際に傷害沙汰を起こして逮捕された事から1年ほど刑務所ですごした。一見すると蓮っ葉な印象だが、取材に来た亜弥に対して公子の事を「あの子は本当は心根の優しい子」と語るほか、孫たちの事も可愛がっており特に義輝とは仲が良く家族思いな性格。
鈴木義彦
演 - 細田善彦（二役）
公子の長男。取材にやって来た亜弥と翔吾に対して母である公子の事は様々な教育を受けさせてくれたことには感謝しているものの、「母は平気で嘘がつける人」と話す。高校時代の同級生の女性と結婚しているが、それは母の公子の策略によるものであり、女性との間に恋愛感情はなかった。
鈴木義輝
演 - 田中偉登（幼少期：正垣湊都）
公子の次男。音楽活動をしており、自身のライブのチケットを亜弥と翔吾に渡す。公子の人柄に関しては「世間では色々言われていたが、実際は悪い人ではない」「（母は）いつも泣いてばかりいた」と語る。性格は気立てが良く優しい。公子の人生を取材している亜弥に対しては、（公子のことをよく知っている人物として）祖母のタネを紹介するなど協力的である。祖母のタネとは仲が良い。
小島誠
演 - 時任勇気
公子が経営する会社の社員で公子の部下。取材に来た亜弥と翔吾に対して自身が公子と婚約しており、数日後に挙式予定だったことを明かす。
高倉健
演 - 橋爪功
情報屋。公子の過去の様子を亜弥と翔吾に話す。取材中に亜弥が記録のために彼の話を録音しようとした際には不機嫌になり、怒り出した。名前は偽名であり、俳優の高倉健とは無関係。

#### スタッフ
- 原作 - 有吉佐和子『悪女について』（新潮文庫）
- 脚本・演出 - 平松恵美子
- 音楽 - 村松崇継
- 制作統括 - 嶋村希保（松竹）、小松昌代（NHK EP）、尾崎裕和（NHK）

| NHK総合 ドラマ10                     | NHK総合 ドラマ10                        | NHK総合 ドラマ10                   |
| 前番組                               | 番組名                                  | 次番組                             |
| ------------------------------------ | --------------------------------------- | ---------------------------------- |
| 育休刑事 （2023年4月18日 - 6月20日） | 悪女について （2023年6月27日 - 7月4日） | 悲熊せれくしょん （2023年7月11日） |

## 舞台
2001年に芸術座で上演。主演の十朱幸代は本作の演技により菊田一夫演劇賞演劇大賞を受賞した。

### キャスト
- 富小路公子：十朱幸代
- 沢山栄次：原田大二郎
- 尾藤輝彦：川崎麻世
- 烏丸瑶子：淡路恵子